# Brzeźno Mazurskie
Brzeźno Mazurskie (deutsch Bergling) ist ein Dorf in der polnischen Woiwodschaft Ermland-Masuren. Es gehört zur Gmina Dąbrówno (Landgemeinde Gilgenburg) im Powiat Ostródzki (Kreis Osterode in Ostpreußen).

## Geographische Lage
Brzeźno Mazurskie liegt im Südwesten der Woiwodschaft Ermland-Masuren, 35 Kilometer südöstlich der Kreisstadt Ostróda (deutsch Osterode (Ostpreußen)).

## Geschichte
Das Dorf mit Gut Birckling, nach 1541 Börgling, wurde 1419 erstmals erwähnt. 1874 wurden die Landgemeinde Bergling und auch der Gutsbezirk Bergling in den neu errichteten Amtsbezirk Rauschken (polnisch Ruszkowo) im Kreis Osterode in Ostpreußen aufgenommen. Im Jahre 1910 waren in Bergling 138 Einwohner registriert, von denen 43 zur Landgemeinde und 95 zum Gutsbezirk gehörten.
Am 30. September 1928 wurde der Gutsbezirk Bergling in die Landgemeinde Bergling eingegliedert. Die Einwohnerzahl belief sich 1933 auf 208 und 1939 auf 183.
In Kriegsfolge kam 1945 das gesamte südliche Ostpreußen und mit ihm das Dorf Bergling zu Polen. Bergling erhielt die polnische Namensform „Brzeźno Mazurskie“ und ist heute ein Ortsteil der Gmina Dąbrówno (Landgemeinde Gilgenburg) im Powiat Ostródzki (Kreis Osterode in Ostpreußen), bis 1998 der Woiwodschaft Olsztyn, seither der Woiwodschaft Ermland-Masuren zugehörig.

## Kirche
Bergling war bis 1945 in die römisch-katholische Kirche Gilgenburg (polnisch Dąbrówno) und in die evangelische Kirche Rauschken (polnisch Ruszkowo) in der Kirchenprovinz Ostpreußen der Kirche der Altpreußischen Union eingepfarrt.
Heute gehört Brzeźno Mazurskie zur katholischen Kirche Grzybiny ((Groß) Grieben), einer Filialkirche der Pfarrei Ruszkowo im Erzbistum Ermland, außerdem zur evangelischen Kirche Działdowo (Soldau) bzw. Nidzica (Neidenburg) in der Diözese Masuren der Evangelisch-Augsburgischen Kirche in Polen.

## Verkehr

### Straßen
Brzeźno Mazurskie liegt an der Woiwodschaftsstraße 542, die Działdowo (Soladau i. Ostpr.) mit Rychnowo (Reichenau) an der Schnellstraße 7 (Danzig–Warschau) verbindet. Außerdem ist es über mehrere Nebenstraßen mit seinem Umland vernetzt und an die Woiwodschaftsstraße 538 bei Myślęta (;eischlitz) angeschlossen.

### Schienen
Brzeźno Mazurskie wurde am 1. Oktober 1910 als Bergling als Bahnstation an die Bahnstrecke (Ostrode–) Bergfriede–Groß Tauersee (–Soldau) angeschlossen. Ab 1922 war die Abschnitt von Bergling nach Usdau (polnisch Uzdowo) wegen der Überstellung des Soldauer Gebiets an Polen geschlossen. 1945 wurde die gesamte Strecke von Bergfriede (polnisch Samborowo) nach Usdau geschlossen und auch der Bahnhof in Brzeźno Mazurskie gar nicht erst wieder eröffnet. Die nächste Bahnstation des Dorfes ist jetzt das weit entfernte Żabiny (Seeben) an der Bahnstrecke Danzig–Warschau. 